# Прилужный (Воронежская область)
Прилужный — хутор в Репьёвском районе Воронежской области Российской Федерации.
Входит в состав Осадчевского сельского поселения.

## География
Хутор находится в 12 км от районного центра.
В хуторе имеется одна улица — Советская.

## Население
Население — 195 человек (2010 год), 267 человек (2005 год), 302 человека (2000 год).
| 2010 |
| ---- |
| 195  |